# Jamal Khader
Pour les articles homonymes, voir Khader.
Jamal Khader Daibes est un théologien chrétien palestinien et professeur, prêtre catholique et militant pour la paix. Jamal Khader est né en 1964 dans le village palestinien de Zababdeh, dans le nord de la Cisjordanie. Il a été ordonné prêtre par Michel Sabbah en 1988. Il
est nommé, par le Pape François, évêque auxiliaire au sein du Patriarcat latin de Jérusalem le 11 mars 2022 puis évêque de Djibouti le 13 janvier 2024.

## Parcours
Professeur à l'Université catholique de Bethléem depuis 2003, il est titulaire de la "Chaire Cardinal Hume et Cardinal Furstenberg". Khader a obtenu son doctorat en théologie dogmatique à l'Université pontificale grégorienne de Rome, avec une thèse sur le dialogue officiel entre l'Église catholique romaine et l'Église orthodoxe orientale. Il est membre du Comité de réflexion théologique et du Comité de dialogue avec les juifs du Patriarcat latin de Jérusalem. Jamal Khader enseigne au séminaire latin de Beit Jala, à l'université de Bethléem, au centre Emmaüs de Beit Sahour et au collège Mar Elias d' Ibillin. Il enseigne également les stratégies d'études de la paix et de résolution de conflits pour les études de maîtrise de son université. Jamal Khader est président du département d'études religieuses et doyen des arts à l'université de Bethléem.

## Formation de chrétiens palestiniens au dialogue interreligieux
Jamal Khader s’engage sur la voie du dialogue avec les juifs et les musulmans en se basant sur la conviction que le développement et la formation de leur identité chrétienne la précèdent. Khader est donc attaché à la normalisation et à l'amélioration de l'éducation religieuse chrétienne ainsi qu'à l'éducation interreligieuse dans le contexte islamo-chrétien de Bethléem. «Nous sommes en Terre Sainte. Nous pouvons et devons établir les normes de l'éducation chrétienne ", a-t-il déclaré. Lors d'une conférence interreligieuse de Neve Shalom, il s'est également déclaré favorable à l'étude conjointe de l'islam et du christianisme par des étudiants musulmans et chrétiens dans le contexte islamo-chrétien de Bethléem. L'Université catholique de Bethléem compte 65% de musulmans et 35% de chrétiens. Les études sur l'islam sont enseignées par un enseignant musulman et le christianisme par un chrétien. Cela se fait à partir des sources des religions respectives et non à travers leurs propres lunettes. Pour Khader, le dialogue interreligieux consiste à s’écouter mutuellement et à prendre connaissance des points de vue théologiques de chacun. Il considère Bethléem comme "un microcosme de la société palestinienne dans son ensemble". 

## Publications

### Thèse
- "Vers la communion - catholiques et orthodoxes et dialogue" (Vers la pleine communion - catholiques et orthodoxes dans Dialopguw), The Latin Patriarchate Printing Press, 1999

### Articles
- “Is the Full Communion between the Catholic Church and the Orthodox Church Possible?”, in Ecce Ascendimus Jerosolyman, (in Italian) 2003, p. 219-232.

- “A Holy Land Context for Nostra Aetate”, (with Fr. David Neuhaus, sj), Studies in Christian-Jewish Relations, Vol. 1, Issue 1, 2005 Article 8, 67-73. In het Frans: “Le dialogue interreligieux en Terre Sainte quarante ans après Nostra Aetate”, in Proche’Orient Chrétien, 56, 2006, p. 299-310.

- "The Religious Factor: an Opportunity for Co-existence or a Threat to Peace?" in Theisen Heinz and Mustafa Walid (eds), Modernism and Post-Modernism: North-South Interaction, Reinterpretation, Future Prospects, Bethlehem University, p. 62-74.

- "Schooling and Catechsesis in the Holy Land: Challenges and Responses", with Sr. Virginie Habib and Sally Kaissieh, in Gerald R. Grace, Joseph O'Keefe (Editors), International Handbook of Catholic Education. Challenges for School Systems in the 21st Century, Part II, International Handbooks of Religion and Education 2, Spinger, Netherlands 2007, 695-706.

- "Opportunities and Threats for Religions in Conflict and Violence: How (Not) to Use the Name of God", in: Jacques Haers et al. (Editors), Postcolonial Europe in the Crucible of Cultures. Reckoning with God in a World of Conflicts, Editions Rodopi B.V., Amsterdam 2007.

- “Peace and Reconciliation. Religion: Bridge or Obstacle?” in Chemins de Dialogue (34), Marseille (France), 2009, 53-67 (in het Frans).

- "The Arab Christian Heritage in Jerusalem", in: Perspectives on the Cultural and Civil Reality in Jerusalem 2009, Jerusalem 10th day, Al Najah University, ed. Dr. Khalil Odeh, 2009, 18-25 (in het Arabisch).

- “Moment of Truth. A Christian Palestinian Word”, in: Ut Cognoscant Te, the Latin Patriarchate Schools in the Holy Land, 3- March 2010, 31-34 (in het Arabisch).

- “Overcoming religious prejudices through education: the experience of Bethlehem University”, Common Ground News, 19 November 2009[5].

- “Moment of Truth (Kairos Palestine). A Word of Faith, Hope and Love from the heart of Palestinian suffering” (co-author of the document), 11 December 2009 (in het Arabisch).

- “L’influence des médias et de l’éducation sur les relations islamo-chrétiennes », (The Influence of Media and Education on Christian Muslim Relations), in Proche-Orient Chrétien, tome 59 (1-2), 2009 (in het Frans).

- “Christian Muslim Dialogue in Time of Conflict” samen met Dr. Barakat Fawzi, in het Arabisch, het Frans en het Engels, in de conferentiehandelingen van de conferentie georganiseerd door de Palestinian Muslim Christian Association samen met de World Religions for Peace, over de relaties tussen christenen en moslims in Palestina op 14 december 2010.